# 海蘭公園 (亞利桑那州亞瓦派縣)
海蘭公園（英語：Highland Park）是位於美國亞利桑那州亞瓦派縣的一個非建制地區。該地的面積和人口皆未知。

## 地理
海蘭公園的座標為34°33′33″N 112°34′09″W / 34.55917°N 112.56917°W，而該地的平均海拔高度為1954米（即6411英尺）。